# Unterperfuss
Unterperfuss is een gemeente in het district Innsbruck Land van de Oostenrijkse deelstaat Tirol.
Unterperfuss ligt in het Unterinntal, ongeveer vijftien kilometer ten westen van Innsbruck, tegenover Zirl. Zowel qua oppervlakte als qua inwoneraantal is het de kleinste gemeente van Tirol. De gemeente wordt in het noorden begrensd door de Inn, in het oosten door de vanuit het Sellraintal afkomstige rivier Melach. Unterperfuss valt onder de rechtbank van Telfs.
Absam · Aldrans · Ampass · Axams · Baumkirchen · Birgitz · Ellbögen · Flaurling · Fritzens · Fulpmes · Gnadenwald · Götzens · Gries am Brenner · Gries im Sellrain · Grinzens · Gschnitz · Hall in Tirol · Hatting · Inzing · Kematen in Tirol · Kolsass · Kolsassberg · Lans · Leutasch · Matrei am Brenner · Mieders · Mils · Mutters · Natters · Navis · Neustift im Stubaital · Oberhofen im Inntal · Obernberg am Brenner · Oberperfuss · Patsch · Pettnau · Pfaffenhofen · Polling in Tirol · Ranggen · Reith bei Seefeld · Rinn · Rum · St. Sigmund im Sellrain · Scharnitz · Schmirn · Schönberg im Stubaital · Seefeld in Tirol · Sellrain · Sistrans · Steinach am Brenner · Telfes im Stubai · Telfs · Thaur · Trins · Tulfes · Unterperfuss · Vals · Völs · Volders · Wattenberg · Wattens · Wildermieming · Zirl
- Gemeinsame Normdatei: 16173877-1
- Virtual International Authority File: 181280092